# مارغريت (مغنية)
مارغريت (بالبولندية: Margaret)‏ هي مغنية بولندية، ولدت في 30 يونيو 1991 في ستارغارد زتسيسينسكي في بولندا.

## وصلات خارجية
- مارغريت على موقع IMDb (الإنجليزية)
- مارغريت على موقع ميوزك برينز (الإنجليزية)
- مارغريت على موقع أول ميوزيك (الإنجليزية)
- مارغريت على موقع ديسكوغز (الإنجليزية)